# Punt van Fermat

Constructie van het punt van Fermat.

In de meetkunde is het punt van Fermat of het punt van Torricelli of het eerste isogone centrum, de oplossing van het probleem van een punt F binnen een driehoek ABC, zo dat de totale afstand van de drie hoekpunten naar dit punt F binnen de driehoek zo klein mogelijk is. Het probleem wordt zo genoemd omdat Torricelli het probleem, gesteld door Fermat, heeft opgelost. Het punt van Fermat is een driehoekscentrum en heeft kimberlingnummer X(13). Het punt van Fermat vormt ook de oplossing van het Steinerboomprobleem met drie punten.

## Geschiedenis
Deze vraag werd voorgelegd door Fermat als een uitdaging aan Evangelista Torricelli. Hij loste het op eenzelfde wijze op als Fermat, maar gebruikte de snijpunten van de omgeschreven cirkels van de drie gelijkzijdige driehoeken. Zijn leerling Viviani publiceerde de oplossing in 1659.

## Constructie

Een manier om het punt van Fermat te vinden.

Het vinden van het punt van Fermat/Torricelli:
1. Construeer drie gelijkzijdige driehoeken buiten de drie zijden van de gegeven driehoek ABC.
2. Trek een lijn door elk nieuw hoekpunt van de gelijkzijdige driehoeken en het overstaande hoekpunt van driehoek ABC.
3. Het snijpunt van de drie lijnen is het punt van Fermat.

In het geval dat de grootste hoek van de driehoek groter is dan 120° is de oplossing het hoekpunt met die grote hoek.

## Eigenschappen
- In het geval dat de grootste hoek van de driehoek kleiner is dan 120°, is het totale afstand van het punt naar de drie hoekpunten minimaal.
- De binnenste hoeken, gevormd door dit punt: {\displaystyle \angle AFB}, {\displaystyle \angle BFC} en {\displaystyle \angle CFA} zijn alle gelijk aan 120°.
- De omschreven cirkels van de drie gelijkzijdige driehoeken van de constructie snijden in dit punt.
- De driehoek, gevormd door de centra van de drie gelijkzijdige driehoeken in de constructie is ook een gelijkzijdige driehoek (stelling van Napoleon) en het centrum van de omgeschreven cirkel van deze driehoek is het punt van Fermat van de originele driehoek.
- Het punt van Fermat ligt op de hyperbool van Kiepert en de cirkel van Lester.

### Variant
Een variant van het punt van Fermat wordt gevonden door de gelijkzijdige driehoeken naar binnen toe aan de zijden te plakken. Het punt dat dan wordt verkregen wordt wel het tweede isogone centrum, kimberlingnummer X(14), genoemd. Met uitzondering van de eerste, gelden de genoemde eigenschappen ook voor dit punt, al geldt de tweede eigenschap alleen modulo 180°.

## Coördinaten
Barycentrische coördinaten van het punt van Fermat en het tweede isogone centrum zijn
{\displaystyle \left({\frac {1}{S_{A}\pm S_{\frac {\pi }{3}}}},{\frac {1}{S_{B}\pm S_{\frac {\pi }{3}}}},{\frac {1}{S_{C}\pm S_{\frac {\pi }{3}}}}\right)=}
{\displaystyle \left(a\csc \left(A\pm {\frac {\pi }{3}}\right),b\csc \left(B\pm {\frac {\pi }{3}}\right),c\csc \left(C\pm {\frac {\pi }{3}}\right)\right)},
de + geeft het punt van Fermat.

## Isogonale verwanten
De isogonale verwanten van het punt van Fermat en het tweede isogone centrum zijn de isodynamische punten.